# بلبل زرین سرامی
بلبل زرین سرامی (نام علمی: Hypsipetes affinis) گونه‌ای از پرندگان آوازخوان از تیرهٔ بلبلان (Pycnonotidae) و بومی ملوک است. تا همین اواخر، آن را با بلبل زرین شمالیی و بلبل زرین بورویی هم‌گونه در نظر می‌گرفتند. زیستگاه طبیعی آن جنگل‌های جلگه‌ای نمناک نیمه‌گرمسیری یا گرمسیری است.